# Wallerawang Reservoir
Das Wallerawang Reservoir ist ein Stausee nordwestlich von Lithgow im Osten des australischen Bundesstaates New South Wales an den Osthängen der Great Dividing Range. Der See wird vom Coxs River gespeist und dient der Energiegewinnung für den Großraum Sydney durch Delta Electricity.
Die Kleinstadt Wallerawang befindet sich rund zwei Kilometer vom westlichen Seeufer entfernt.
Das Südufer des Sees ist über den Great Western Highway von Lithgow nach Bathurst erreichbar. Im Nordosten führt der Castlereagh Highway von Marrangaroo nach Capertee vorbei.